# Parafia Ewangelicko-Metodystyczna w Bielsku-Białej
Parafia Ewangelicko-Metodystyczna w Bielsku-Białej – zbór metodystyczny działający w Bielsku-Białej z siedzibą na dzielnicy Wapienica, należący do okręgu południowego Kościoła Ewangelicko-Metodystycznego w RP.
Nabożeństwa odbywają się w niedziele o godzinie 9:00.